# 畅由联盟
鑫網易商集團有限公司，簡稱鑫網易商集團，以及鑫網易商（英語：Fortunet e-Commerce Group Limited，港交所：1039），前身「暢豐車橋（中國）有限公司」，在2001年，由胡靜於福建龍岩（總部）成立「龍岩暢豐機械製造有限公司」（福建暢豐車橋製造有限公司前身）。
當時董事長為王桂模，和當時首席執行官為賴鳳彩，現任主席及首席執行官為Cheng Jerome。業務在中國內地經營獨立車橋零部件供應，以及經營B2B智能电子商务平台。
股份在2010年9月24日於港交所主板上市。招股價為4.46港元，全球發售為200,000,000股，集資額為8.9億港元，其中中國龍工董事長李新炎，以600萬美元（約4,680萬港元）認購。

## 連結
- changfengaxle.com.hk （页面存档备份，存于）
- ccigmall.com